# The Bride of Habaek
The Bride of Habaek (im Original 하백의 신부 2017, RR Habaekui Shinbu 2017) ist ein K-Drama spin-off des Manhwa Bride of the Water God von Yoon Mi-kyung von 2006. In der Hauptrolle spielt Shin Se-kyung neben Nam Joo-hyuk, Lim Ju-hwan, Krystal Jung und Gong Myung. Die Serie wurde auf dem Kabelkanal tvN vom 3. Juli 2017 bis 22. August 2017 jeden Montag und Dienstag um 22:55 (KST) ausgestrahlt.

## Zusammenfassung
Um den Thron des Göttlichen Reiches zu besteigen, muss Lord Habaek, der Gott des Wassers, die Menschenwelt besuchen, um drei heilige Steine zu holen, die dort von drei Wächtern behütet werden. Da Habaek beim Betreten der Erde seine göttlichen Kräfte verloren zu haben scheint, ist er auf Hilfe angewiesen.
Yoon So-ah ist eine pragmatische Psychiaterin, die ihre eigene Praxis betreibt und mit finanziellen Problemen und Schulden zu kämpfen hat. Sie weiß nicht, dass sie die letzte Nachfahrin einer Familie ist, die sich, um eine Schuld zu tilgen, vor vielen Generationen den Göttern zum Dienst verpflichtet hat.
Als sie Habaek trifft, glaubt sie ihm zunächst nicht, dass er ein Gott ist, und hält ihn stattdessen für einen psychisch Kranken, der an Größenwahn leidet. Das ändert sich, als sie zwei der Wächter trifft, Mu-ra, einer Wasser-Göttin, und Bi-ryeom, einem Wind-Gott. Beide leben seit Hunderten von Jahren unter Menschen; Mu-ra ist eine bekannte Schauspielerin unter dem Namen Hye-ra.
Während Habaek mit Mu-ras und Bi-ryeoms Hilfe nach dem dritten Wächter und heiligem Stein sucht, beginnt er, Gefühle für So-ah zu entwickeln. Er bekommt Konkurrenz für ihr Herz von Hu-ye, dem Direktor einer Bau-Firma, der mit So-ah über ein Stück Land verhandelt und sich dabei in sie verliebt. Als ein Halbgott wird Hu-ye von den Göttern verachtet. Nichtsdestotrotz unterstützt Mu-ra seine Ambitionen um So-ah, da sie selbst Habaek begehrt, während sie wiederum von Bi-ryeom geliebt wird. Allerdings hat sich inzwischen auch So-ah in Habaek verliebt. Aber kann eine Beziehung zwischen einer Sterblichen und einem Gott überhaupt eine Zukunft haben?

## Besetzung

### Hauptdarsteller
- Shin Se-kyung als Yoon So-ah[6]
- Nam Joo-hyuk als Habaek[6]
- Lim Ju-hwan als Shin Hu-ye[7]
- Krystal Jung (gelistet als Jung Soo-jeong) als Mu-ra[6] / Hye-ra
- Gong Myung als Bi-ryeom[6] / Ahn-bin

### Nebendarsteller

#### Göttliches Reich
- Lee Geung-young als der Hohepriester
- Park Kyu-seon 박규선 (희극인) als Nam Soo-ri, Habaeks Diener
- Lee Dal-hyung 이달형 als Joo Kul-rin, the greedy god
- Kim Tae-hwan als Jin Kun

#### Menschenwelt
- Shin Jae-hoon als Yoo Sang-yoo
- Choi Woo-ri als Jo Yum-mi
- Jung Dong-hwan als Vorsitzender Shin Dong-man
- Bae Noo-ri als Shin Ja-ya, Enkelin von Shin Dong-man
- Song Won-geun als Sekretär Min

### In weiteren Rollen
- Park Hee-von als Hyung Sik, Sang-yoos Verlobte (Ep. 16)
- Yang Dong-geun als Joo-dong, ein Erdgott (Ep. 9, 10 & 16)
- Jo Jung-chi als Maler (Ep. 1)
- Yoon Jong-hoon als Ma Bong-yeol (Ep. 1–2)
- Ga Deuk-hee als Bankangestellte (Ep. 1)
- Kim Won-hae als Taxifahrer (Ep. 7)
- Jeon So-min als Patient (Ep. 4)[8]